# 거품의 바다

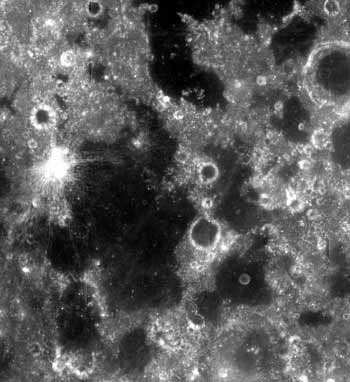
거품의 바다

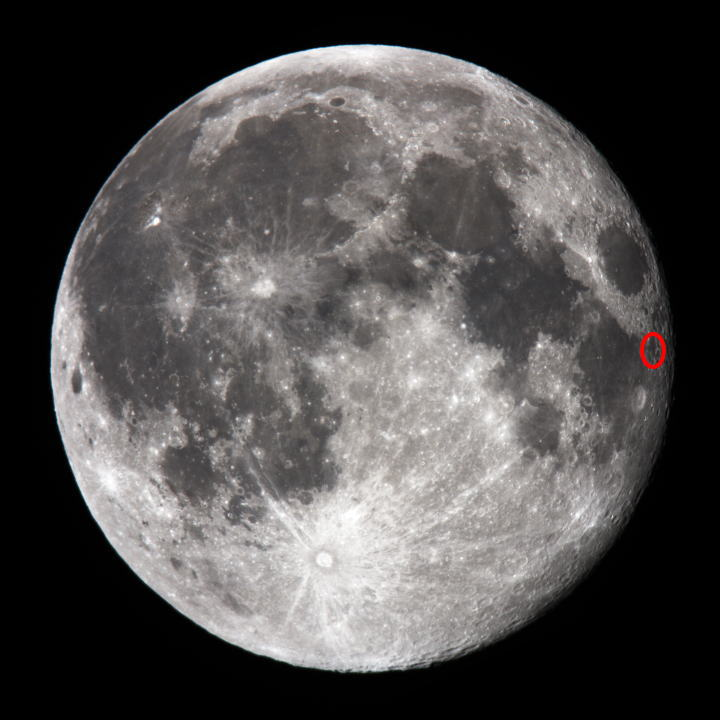
거품의 바다의 위치

거품의 바다(라틴어: Mare Spumans, 영어: Foaming Sea)는 달의 표면에 있는 달의 바다이다. 파도의 바다 남쪽에 위치해 있으며, 위난의 바다 속에 위치해 있고 달의 앞면에 있다. 후기 임브리안기 현무암으로 구성되어 있으며, 주위는 넥타리안기 지층에 둘러싸여 있다. 거품의 바다의 서쪽에는 아폴로니우스-W를 볼 수 있는데, 흰 색을 띄고 있다. 거품의 바다의 직경은 139km이다.

## 참조
1. ↑  “Moon Mare/Maria”. 《Gazetteer of Planetary Nomenclature》. USGS Astrogeology. 2010년 8월 20일에 확인함.